# Villa Savoye

A Villa Savoye, maison Savoye ou simplesmente residência Savoye é uma casa projetada na França pelo arquiteto franco-suíço Charles-Edouard Jeanneret-Gris, vulgo Le Corbusier, em 1928, considerada um dos ícones maiores da arquitetura moderna no século XX. Forma com a residência Farnsworth (de Mies van der Rohe) e a Casa da Cascata (de Frank Lloyd Wright) uma tríade de residências paradigmáticas das diferentes tendências da arquitetura moderna que surgiam no início do século.
A residência é responsável por influenciar o pensamento projetual de diversos arquitetos em todo o mundo devido à síntese que faz das ideias pregadas por seu autor com relação à nova arquitetura que sugeria para um século, que segundo o próprio, seria marcado pela máquina, pela razão e pelo progresso. Segundo Le Corbusier, a casa é uma máquina de morar e a Villa Savoye foi projetada seguindo tal ideia de forma plena.

## História
Ao final da década de 1920, Le Corbusier já era um arquiteto internacionalmente reconhecido. Seu livro, Vers une Architecture, tinha sido traduzido para várias línguas, sua contribuição ao Tsentrosoyuz, em Moscou, tinha o posto na na avant-garde soviética e suas críticas ao design do Palácio das Nações, em Genebra, causou muita polêmica e discussão. Além disso, Corbusier foi um dos fundadores do  Congrès International d'Architecture Moderne (CIAM) e, desde já, caminhava para se tornar um dos ícones da história da arquitetura. As villas projetadas por Le Corbusier no início da década de 20 já demonstravam o que ele posteriormente chamaria “arquitetura de precisão”, onde todos os aspectos do design devem ser justificados; tudo no design deve existir por um motivo definido. No final da década, seus trabalhos em Argel, capital da então colônia francesa da Argélia, tomam formas mais livre e ambiciosas, condizente com seu amadurecimento profissional e aperfeiçoamento de seu princípio arquitetônico.
Na primavera de 1928, um casal, Pierre e Eugénie Savoye contrataram Le Corbusier para projetar uma casa de veraneio em Poissy, no norte da França. O local escolhido é um lote de gramado com vista para o nordeste. Apesar das demandas primeiras feitas pelos clientes de uma casa de verão com uma garagem, um quarto extra para visitas e um casebre para o cuidador, o design da casa, propriamente dito, foi deixada aos interesses do arquiteto. Corbusier começou o projeto em setembro de 1928. Suas primeiras ideias foram maturadas no curso de meses, com constante feedback do casal Savoye, eventualmente culminando na finalização do projeto arquitetônico  em 1929. O design final, com fita de reduzir os custos associados à construção da casa, teria volume reduzido, com o quarto do casal sendo movido para o primeiro andar. 
Mesmo com a redução de custos, o preço do projeto foi estimado em meio milhão (F$ 500,000,00) de Francos.  A construção de facto começa em março de 1929, com a contratação de uma empreiteira. Algumas mudanças notáveis foram feitas durante a construção da vila, incluindo alteração da altura dos andares e a adição de um quarto de  chauffeur que elevou o custo do projeto para novecentos mil Francos (F$900,000,00). Apesar da construção da villa ter terminado em 1929, a casa só começou a ser habitada em 1931 por conta de reparos.
Apesar de seu design revolucionário, fortes chuvas no outono danificaram a casa e fizeram necessário reparos substanciais logo após a construção, o que acarretou grandes custos para a família Savoye. Por todos os outonos, devido à fortes chuvas do clima local, os savoye sofreram infiltrações ou até mesmo alagamento de parte da casa. Isso se deve à exclusão de soleiras e encanamentos pelos quais a água poderia ser drenada após uma chuva forte. Ademais, o material escolhido para a construção da casa não foi devidamente selecionado, formando rachaduras e danos estruturais que deviam ser reparados à grande custo. Durante a segunda guerra, os Savoye fugiriam da França frente à sua ocupação pelas forças alemãs que usariam a casa como um forma de armazém improvisado. Posteriormente, com o avanço das forças americanas no esforço de libertação da França em 1944, se tornaria um comando avançado. Pós-guerra, a Villa Savoye estava em ruínas, sendo danificada pelo avanço das duas forças alemã e americana. Frente a isso, a família Savoye não volta à casa, que por 13 anos é abandonada. Em 1958, a pequena cidade de Poissy tomba a Villa e a transforma em um centro infanto-juvenil. Restaurações começaram em 1963, com o arquiteto Jean Debuisson, porém foi novamente abandonada até 1985, quando foi completamente restaurada e reinaugurada em 1997.

## Características
A casa foi pensada como uma residência de veraneio para uma família nos arredores da cidade francesa de Poissy. A Villa expõe em si mesma os cinco pontos da nova arquitetura, propostos na obra teórica de Le Corbusier a respeito da arquitetura moderna. Tais características são:
1. Planta livre da estrutura. A divisão dos cômodos internos é feita independentemente da configuração estrutural, de forma que as paredes divisórias não possuem função portante na sustentação do edifício.
2. Construção sobre pilotis. O pilotis é um sistema, proposto por Corbusier, no qual o térreo das construções fica livre, de forma a transformá-lo em uma extensão do espaço externo e elevando a residência do solo.
3. Terraço-jardim. Evitando a cobertura tradicional em telhados, Le Corbusier propõe a ocupação das últimas lajes das edificações com jardins, liberando do solo usos particulares.
4. Fachada livre. A disposição das aberturas na fachada é independente da configuração estrutural do edifício, visto que os pilares e vigas são projetados internamente ao edifício, e não mais junto à fachada.
5. Janela em fita. Le Corbusier evita a solução tradicional de propor aberturas limitadas, ou muito verticais, buscando iluminação constante e homogênea, da mesma forma que o resultado estético na fachada evita a ornamentação excessiva da arquitetura anterior.[5]

Diferentemente de suas villas anteriores, a villa savoye incorpora todos os aspectos da filosofia de Le Corbusier, sendo considerada seu magnum opus por alguns. O térreo contém a entrada principal, uma rampa de acesso, escadas, garagem e os quartos do motorista e empregada doméstica. No primeiro andar, encontramos a suíte principal, o quarto dos filhos, quarto de visita, cozinha, sala de estar e jantar.  No segundo e último andar, há uma série de recortes estruturais que formam um solário. A planta é dividida de acordo com o princípio matemático da proporção áurea: um quadrado dividido em 16 partes iguais, podendo ser divido em 6 mais partes para a incorporação simétrica da rampa de acesso e escadas.
Em seu livro, Vers une Arquitecture, Corbousier diz “O carro é um objeto com uma simples função (locomover) e finalidade complicada (conforto, luxo, aparência)...” A casa, construída como uma segunda residência e localizada perto de Paris, foi projetada com o carro em mente. O sentimento de liberdade de movimento conferido pelo carro foi traduzida num sentimento de movimento que é inexorável à Villa Savoye. A entrada da casa foi projetada com o carro em mente; Passando do portão principal, casebre do cuidador e um grande campo gramado, chega-se à casa, onde o motorista deixaria os passageiros frente à rampa principal e estacionaria o carro na garagem.